# Крюківське кладовище
Крюківське кладовище (також Костромське кладовище) — найстаріше з нині існуючих кладовищ Кременчука. Розташоване в Крюкові, обмежене вулицями Революціонерів, Макаренка, Республіканською та Насосною, а з північного сходу — приватною забудовою. Біля цвинтаря знаходиться Церква Успіння Божої Матері.

## Історія
За планом Крюкова 1827 року в кінці вулиці Катеринославської (зараз вулиця Макаренка) за межами посаду було виділено землю під велике кладовище.
1863 року для кладовища міський архітектор Несвітський проектує кам'яну церкву. Будівництво розпочалося в 1873 році, а в 1877 році церква була освячена єпископом Полтавським і Переяславським Іоанном.

## Поховані

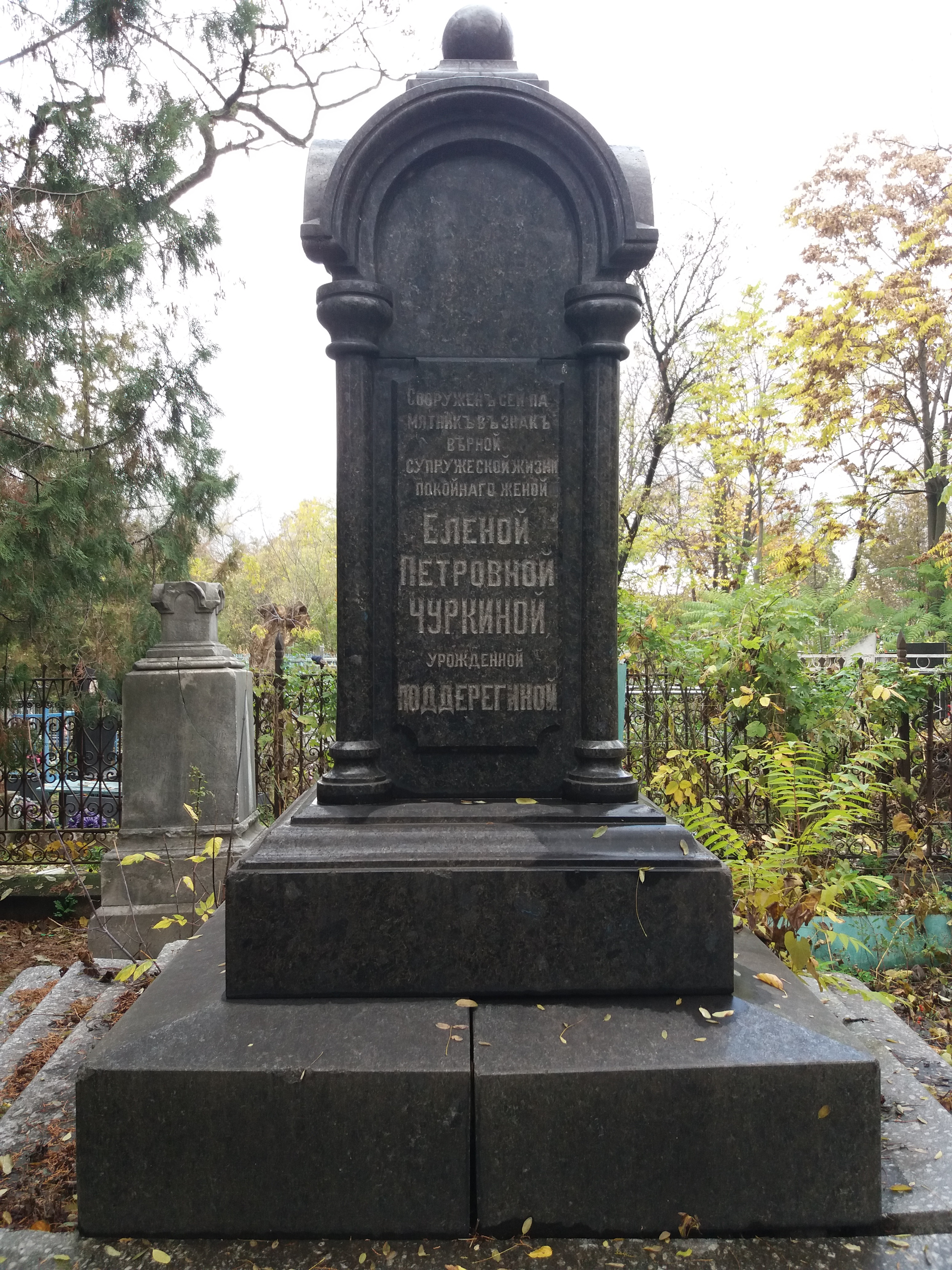
Могила відомого мецената Григорія Чуркіна

- Григорович Єлизавета Федорівна — український педагог, соратник Антона Макаренка.
- Нагнибіда Валентин Кузьмович — український різьбяр по дереву, заслужений майстер народної творчості УРСР.
- Чуркін Григорій Єремійович — крюківський купець І гільдії, меценат.
- Шаповал Надія Семенівна — Герой Соціалістичної Праці.

## Пам'ятки історії на території кладовища
- Братська могила підпільників

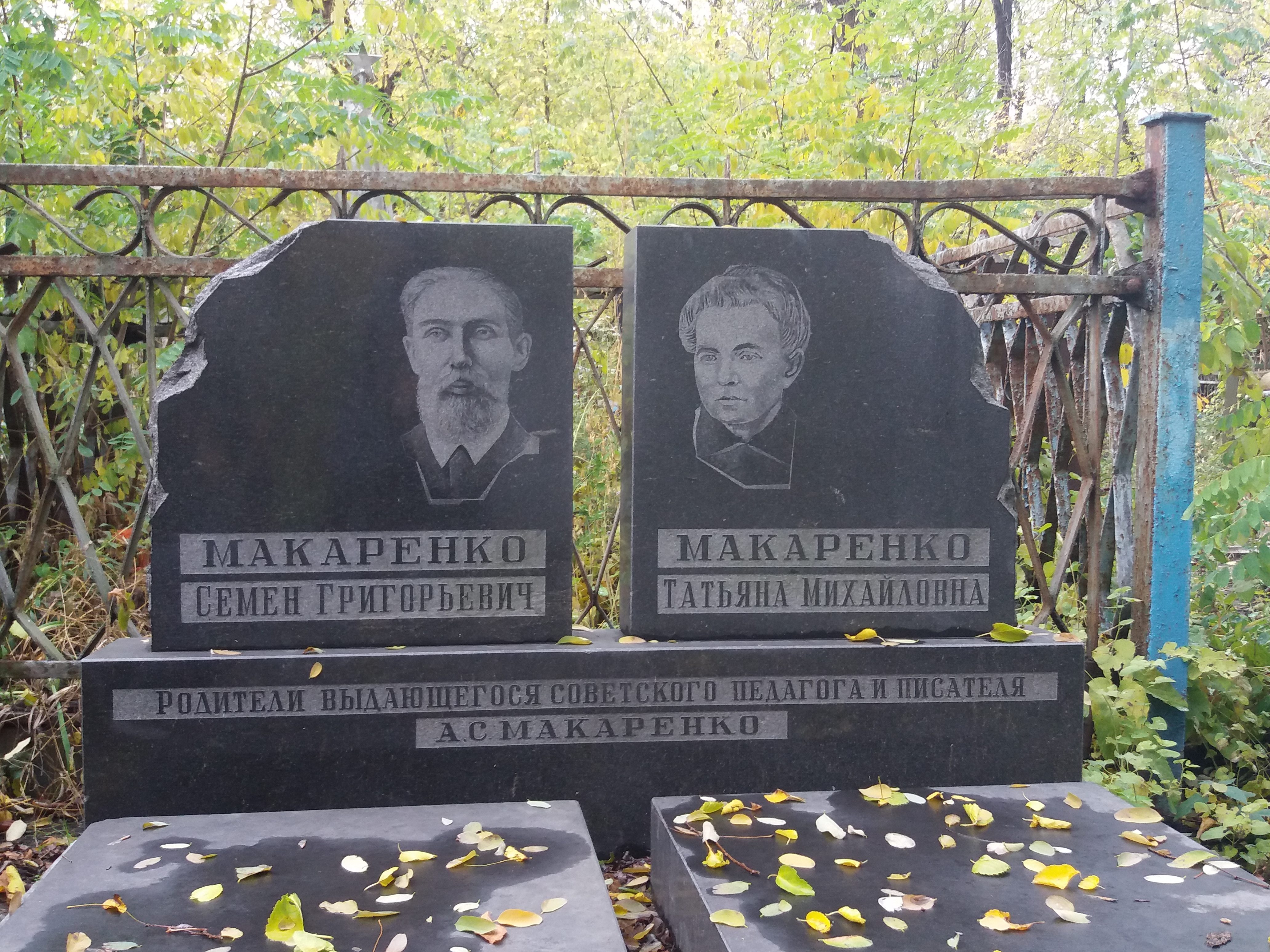
Могила батьків А. С. Макаренка

- Братська могила радянських воїнів
- Братська могила радянських воїнів «Ніхто не забутий, ніщо не забуте»
- Могила кавалера Ордену Слави 3-х ступенів Д. Асмолова
- Могила Героя Соціалістичної Праці М. П. Чередія
- Могила Героя Соціалістичної Праці Н. С. Шаповал
- Могила Героя Соціалістичної Праці М. П. Логвиненка
- Могила воїна-інтернаціоналіста С. М. Ногіна
- Могила воїна-інтернаціоналіста О. В. Власюка
- Могила батьків А. С. Макаренка
- Могила Заслуженого майстра народної творчості УРСР В. К. Нагнибіди
- Могила відомого благодійника Г. Чуркіна
- Могила відомих благодійників Саніних
- Могила юного підпільника Володі Правдиченка
- Могила підпільниці Євдокії Пастернак (матері В. Правдиченка)
- Могила ст. лейтенанта Базієва Й. М.
- Пам'ятний знак «Героям-підпільникам»